# Don Giovanni Tenorio (tragicommedia)
Don Giovanni Tenorio o sia Il dissoluto è una tragicommedia in versi composta da Carlo Goldoni nel 1735 e messa in scena per la prima volta a Venezia durante il periodo di Carnevale del 1736. 
L'opera fa riferimento al mito di Don Giovanni: nell'introduzione alla commedia vi è un esplicito riferimento a El burlador de Sevilla y Convidado de piedra di Tirso de Molina (al tempo erroneamente attribuita a Pedro Calderón de la Barca e che Goldoni definì sciocca e zeppa d'inconvenienze). Il commediografo veneziano volle però trasformare il sulfureo e coraggioso eroe barocco in un uomo vile che implora pietà.

## Trama
Castiglia. Il dissoluto Don Giovanni Tenorio, braccato dagli eventi, chiede addirittura di essere ucciso per mano di un pastore, ma sarà Dio a punirlo, fulminandolo.

## Poetica
Carlo Goldoni cercò di ripulire la storia di Don Giovanni in senso realista: abolì le maschere e cancellò la scena finale della cena, cercando in questo modo di rinnovare un dramma molto noto ed amato, ma il risultato non fu particolarmente felice: il pubblico, abituato all'altro tipo di Don Giovanni, non gradì l'assenza dalle scene dello Zanni e il finale senza la discesa di Don Giovanni all'inferno tra scoppi ed effetti speciali. Di particolare rilevanza è la modifica della punizione finale, in cui il castigo divino si manifesta con un fulmine a ciel sereno che incenerisce il protagonista. Scrisse l'autore nella prefazione per l'edizione a stampa: Io, ad esempio di Comici sì valorosi, compiaciuto mi sono di maneggiare un tale argomento, ma di ridurlo a proprietà maggiore, in una sola cosa, cioè nel castigo di Don Giovanni, Moliere piuttosto che Calderone imitando, servendomi del prodigio del fulmine per rendere punite le colpe di un dissoluto. I fulmini a ciel sereno cadono purtroppo naturalmente, ma ciò non ostante, non ardisco io figurare una combinazione sì stravagante, in virtù della quale formisi nell’aria il folgore, scoppi in quel punto, e Don Giovanni colpisca. Intendo piuttosto, che ciò attribuir si debba ad un prodigio, con cui la giustizia divina punisce uno scellerato nel momento medesimo in cui colle sue imprecazioni la provoca e la disprezza. O non doveasi porre in iscena un vizioso di tal carattere, o si dovea veder punito, correggendo lo scandalo degli scellerati costumi suoi con un gastigo visibile e pronto, onde gli ascoltatori, che in qualche parte potevano compiacersi della mala vita di Don Giovanni, partissero poi atterriti dal suo miserabile fine, temendo sempre più la giustizia d’Iddio, che tollera fino ad un certo segno le colpe, ma ha pronti i fulmini per vendicarle. Se prima era una buffoneria la morte di Don Giovanni, se ridere facevano anche i Demoni, che tra le fiamme lo circondavano, ora è una cosa seria il di lui gastigo, e in tal punto ed in tal modo succede, che può destare il terrore ed il pentimento in chi di Don Giovanni una copia in se medesimo riconoscesse. Per questa ragione ho io intitolata una tale commedia Il Dissoluto; non potea intitolarla Il Convitato di pietra; non avendo io l'abilità di fare intervenire ai conviti le statue. Il protagonista è Don Giovanni, sopra di lui la peripezia va a cadere, il suo carattere è  dissoluto, le operazioni sue per tutta la favola non sono che dissolutezze; ragionevolmente mi pare adunque che un cotal titolo gli convenga.
Versioni più fortunate del mito furono Don Giovanni o Il convitato di pietra di Molière e il melodramma  Don Giovanni di Mozart su libretto di Lorenzo Da Ponte, maggiormente legate all'antirealismo e agli eccessi del personaggio, ma secondo alcuni critici in quest'opera giovanile di Goldoni già si intravede il progetto di riforma del teatro ancora di là da venire: con Don Giovanni Tenorio l'autore pone le basi per le innovazioni successive e quasi sembra anticipare, con singolare preveggenza, i futuri impostori e bugiardi delle opere della maturità.

## Curiosità
Nel tratteggiare il personaggio dell'infedele pastorella Elisa, Goldoni volle vendicarsi dell'attrice Elisabetta Passalacqua (sua amante e dalla quale era stato tradito), che fu costretta, malgrado le proteste, a portare sulle scene se stessa.